# Цифров компаратор
Цифровият компаратор е комбинационна логическа схема, която осъществява сравнение на две числа. В резултат от това регистрира едно от състоянията (= ; < ; >). Компаратори, които могат да регистрират и трите състояния, се наричат „магнитудни“ (англ. Magnitudal Comparator). Най-лесно компараторът се осъществява с логическия елемент изключващо ИЛИ (XOR). При магнитудните компаратори най-напред се сравняват най-старшите разряди; ако са различни, те определят резултата от сравнението. Ако са равни се приравняват следващите разряди до достигане на резултат от сравняването. За увеличаване на разрядността на компаратора се извършва нарастване, което може да бъде последователно или паралелно. За по-голямо бързодействие се използва последователно нарастване.